# Luciano Narsingh
Luciano Narsingh (ur. 13 września 1990 w Amsterdamie) – holenderski piłkarz występujący na pozycji skrzydłowego. Od 2022 do 2023 roku zawodnik Miedzi Legnica.

## Kariera piłkarska
Jako junior był piłkarzem m.in. Ajaksu i SC Heerenveen. 29 października 2008 debiutował w pierwszej lidze w meczu z Vitesse w barwach Heerenveen. W sezonie 2011/12 zdobył w lidze 8 bramek i zaliczył 22 asysty. W maju 2012 został powołany do 23-osobowej kadry na EURO 2012 przez selekcjonera Berta van Marwijka, chociaż wcześniej nie zadebiutował w dorosłej reprezentacji. Występował w juniorskich i młodzieżowych drużynach tego kraju. 15 lipca 2012 został piłkarzem PSV Eindhoven. 20 lipca 2022 został zawodnikiem Miedzi Legnica.

## Życie prywatne
Ma surinamskie korzenie. Zawodowym piłkarzem jest jego starszy brat Furdjel.